# 乌勒套州
乌勒套州是哈萨克斯坦的一个州，首府为杰兹卡兹甘。1997年被卡拉干达州合并的杰兹卡兹甘州与乌勒套州辖境有大部分重叠。
2022年5月4日，哈萨克斯坦总统托卡耶夫签署关于设立新行政区划的总统令，命令从卡拉干达州析设乌勒套州，自6月8日起生效。